# Business
Business — украинский информационно-аналитический бизнес-телеканал. Телеканал систематически отслеживал и анализировал, насколько эффективным является государственное регулирование украинской экономики, насколько полезными или вредными для определенных отраслей отечественного бизнеса являются решения властей.

## История
- Телеканал получил лицензию 27 июня 2007 года[2], а был запущен 1 сентября под названием UBC ("Ukrainian Business Channel")[3][4].

22 ноября 2009 года на телеканале появилась первая программа на английском языке. 
В 2011 году компания UBG купила 30 % акций телеканала, после чего произошло увольнение 40 сотрудников. 26 декабря 2011 года сменил название на Business.
Телеканал нередко был в центре скандала. Так, например, бывшая ведущая телеканала подала в суд на него за невыплату зарплаты, и выиграла процесс. Также работники канала жаловались на нарушение трудового законодательства.
1 августа 2017 года прекращено спутниковое вещание.

## Программы
- Новости
- Диалоги
- Погода
- Пресс-обзор
- Психология денег - стресс-шоу Геннадия Балашова. Это разговор о философии денег, о богатстве, о том, возможно ли на Украине заработать капитал. (Закрыта в 2013 году.)
- Спорт
- Афиша
- 100 идей для бизнеса

## Параметры спутникового вещания
| Спутник  | Орбитальная позиция      | Частота   | Поляризация    | Символьная скорость | FEC |
| -------- | ------------------------ | --------- | -------------- | ------------------- | --- |
| Astra 4A | 4,8гр. восточной долготы | 12073 MHz | горизонтальная | 27500 Mb/s          | 3/4 |